# Partido Social-Democrata da Áustria
O Partido Social-Democrata da Áustria (Sozialdemokratische Partei Österreichs, SPÖ) é um partido político da Áustria.
O partido foi fundado em 1889, com o nome de Partido Social-Democrata Operário da Áustria, que, foi alterado em 1945, para Partido Socialista da Áustria, só adoptando o nome actual em 1991.
O partido segue uma linha social-democrata, além de defender o federalismo europeu, a igualdade de géneros e a defesa das minorias LGBT. A nível económico, o partido destaca-se por se ter distanciado dos seus parceiros europeus, ao recusar a Terceira via, tendo no seu programa descrito, a importância de ultrapassar o antagonismo de classes e alcançar uma sociedade igualitária.
A actual líder do partido é Pamela Rendi-Wagner, actual líder da oposição austríaca, e, é membro do Partido Socialista Europeu, da Internacional Socialista e da Aliança Progressista.

## Nomes do Partido
- Partido Social-Democrata Operário da Áustria (SDAPÖ) de 1889 a 1945
- Partido Socialista da Áustria (SPÖ) de 1945 a 1991
- Partido Social-Democrata da Áustria (SPÖ) de 1991 até actualidade

## Ideologia
No seu programa político, decidido no congresso do partido em 2018, o SPÖ está comprometido com a social-democracia, com os valores da liberdade, igualdade, justiça, solidariedade e pleno emprego. Ao mesmo tempo, no entanto, a necessidade de liberalização política, modernização e mudança também é discutida.

### Política externa e europeia
O SPÖ vê a unificação europeia como um projeto de paz crucial para resolver conflitos entre estados e grupos étnicos. Independentemente do programa, o ex-líder do SPÖ Werner Faymann anunciou referendos sobre futuros tratados da UE na sua lendária carta ao Kronen Zeitung em 2008.

### Política educacional
No programa do SPÖ, a educação é vista como um direito social fundamental. Nesse sentido, o SPÖ defende a igualdade de oportunidades, uma das demandas centrais é a escola comum para crianças de 6 a 14 anos como modelo de escola integral. Outra preocupação é a expansão nacional de creches acessíveis e baseadas nas necessidades e a redução da escolaridade obrigatória para a idade de cinco anos. No campo dos estudos, o SPÖ exige o acesso gratuito às universidades austríacas: em 2008, por exemplo, foram abolidas as propinas introduzidas alguns anos antes.

### Politica social
A igualdade para as mulheres e a tolerância das minorias étnicas são consideradas importantes. O SPÖ quer promover o diálogo intercultural e defende a integração dos imigrantes. Na luta contra a falta de liberdade e a discriminação, faz campanha contra o terror, a tortura e a pena de morte. O manifesto eleitoral de 2008 também aborda a questão da homossexualidade e, portanto, defende a igualdade social para casais do mesmo sexo.

### Política interna e de segurança
O SPÖ defende a introdução de um exército profissional e também fez campanha para isso no referendo de 2013 sobre o serviço militar obrigatório. O SPÖ rejeita juntar-se a uma aliança militar e a um exército europeu comum.

### Política social e económica
De acordo com os princípios da social-democracia, o objetivo do SPÖ é uma sociedade em que todas as diferenças de classe tenham sido superadas. Na opinião do SPÖ, qualquer forma de trabalho entre homens e mulheres deve ser distribuída de forma justa. O SPÖ nomeia o pleno emprego como meta. Defende a acessibilidade dos equipamentos públicos para todos, independentemente da classe social, e defende o que considera uma relação laboral justa e o direito de co-determinação dos colaboradores das empresas como base do desenvolvimento económico e social. Além disso, defende um sistema tributário que permita uma distribuição justa de renda e riqueza. O SPÖ vê o Estado como o portador de uma política económica ativa. Rejeita a política de privatização seguida pelos governos liderados pelo SPÖ no início dos anos 1990. Durante a campanha eleitoral de 2008, as demandas centrais no campo da política económica e social foram a introdução do rendimento mínimo baseado nas necessidades e do imposto sobre ganhos de capital.

## Resultados Eleitorais

### Eleições legislativas
| Data                  | Líder               | CI. | Votos     | %            | +/- | Deputados | +/-     | Status   |
| --------------------- | ------------------- | --- | --------- | ------------ | --- | --------- | ------- | -------- |
| 1919                  | Karl Seitz          | 1.º | 1 211 814 | 40,8 / 100,0 |     | 72 / 170  |         | Governo  |
| 1920                  | Karl Seitz          | 2.º | 1 072 709 | 36,0 / 100,0 | 4,8 | 69 / 183  | 3       | Oposição |
| 1923                  | Karl Seitz          | 2.º | 1 311 870 | 39,6 / 100,0 | 3,6 | 68 / 165  | 1       | Oposição |
| 1927                  | Karl Seitz          | 2.º | 1 539 635 | 42,3 / 100,0 | 2,7 | 71 / 165  | 3       | Oposição |
| 1930                  | Karl Seitz          | 1.º | 1 517 146 | 41,1 / 100,0 | 1,2 | 72 / 165  | 1       | Oposição |
| Banido de 1933 a 1945 |                     |     |           |              |     |           |         |          |
| 1945                  | Adolf Schärf        | 2.º | 1 434 898 | 44,6 / 100,0 |     | 76 / 165  |         | Governo  |
| 1949                  | Adolf Schärf        | 2.º | 1 623 524 | 38,7 / 100,0 | 5,9 | 67 / 165  | 9       | Governo  |
| 1953                  | Adolf Schärf        | 1.º | 1 818 517 | 42,1 / 100,0 | 3,4 | 73 / 165  | 6       | Governo  |
| 1956                  | Adolf Schärf        | 2.º | 1 873 295 | 43,1 / 100,0 | 1,0 | 74 / 165  | 1       | Governo  |
| 1959                  | Bruno Kreisky       | 1.º | 1 953 935 | 44,8 / 100,0 | 1,7 | 78 / 165  | 4       | Governo  |
| 1962                  | Bruno Kreisky       | 2.º | 1 960 685 | 44,0 / 100,0 | 0,8 | 76 / 163  | 2       | Governo  |
| 1966                  | Bruno Kreisky       | 2.º | 1 928 985 | 42,6 / 100,0 | 1,4 | 74 / 165  | 2       | Oposição |
| 1970                  | Bruno Kreisky       | 1.º | 2 221 981 | 48,4 / 100,0 | 5,8 | 81 / 165  | 7       | Governo  |
| 1971                  | Bruno Kreisky       | 1.º | 2 280 168 | 50,0 / 100,0 | 1,6 | 93 / 183  | 12      | Governo  |
| 1975                  | Bruno Kreisky       | 1.º | 2 326 201 | 50,4 / 100,0 | 0,4 | 93 / 183  | Estável | Governo  |
| 1979                  | Bruno Kreisky       | 1.º | 2 413 226 | 51,0 / 100,0 | 0,6 | 95 / 183  | 2       | Governo  |
| 1983                  | Bruno Kreisky       | 1.º | 2 312 529 | 47,6 / 100,0 | 3,4 | 90 / 183  | 5       | Governo  |
| 1986                  | Fred Sinowatz       | 1.º | 2 092 024 | 43,1 / 100,0 | 4,5 | 80 / 183  | 10      | Governo  |
| 1990                  | Franz Vranitzky     | 1.º | 2 012 787 | 42,8 / 100,0 | 0,3 | 80 / 183  | Estável | Governo  |
| 1994                  | Franz Vranitzky     | 1.º | 1 617 804 | 34,9 / 100,0 | 7,9 | 65 / 183  | 15      | Governo  |
| 1995                  | Franz Vranitzky     | 1.º | 1 843 474 | 38,1 / 100,0 | 3,2 | 71 / 183  | 6       | Governo  |
| 1999                  | Viktor Klima        | 1.º | 1 532 448 | 33,2 / 100,0 | 4,9 | 65 / 183  | 6       | Oposição |
| 2002                  | Alfred Gusenbauer   | 2.º | 1 792 499 | 36,5 / 100,0 | 3,3 | 69 / 183  | 4       | Oposição |
| 2006                  | Alfred Gusenbauer   | 1.º | 1 663 986 | 35,3 / 100,0 | 1,2 | 68 / 183  | 1       | Governo  |
| 2008                  | Werner Faymann      | 1.º | 1 430 206 | 29,3 / 100,0 | 6,0 | 57 / 183  | 11      | Governo  |
| 2013                  | Werner Faymann      | 1.º | 1 258 605 | 26,8 / 100,0 | 2,5 | 52 / 183  | 5       | Governo  |
| 2017                  | Christian Kern      | 2.º | 1 361 746 | 26,9 / 100,0 | 0,1 | 52 / 183  | Estável | Oposição |
| 2019                  | Pamela Rendi-Wagner | 2.º | 1 006 749 | 21,2 / 100,0 | 5,7 | 40 / 183  | 12      | Oposição |
| 2024                  | Andreas Babler      | 3.º | 1 032 234 | 21,1 / 100,0 | 0,1 | 41 / 183  | 1       |          |

### Eleições presidenciais da Áustria
| Data | Candidato Apoiado        | 1ª Volta                 | 1ª Volta                 | 1ª Volta                 | 2ª Volta                 | 2ª Volta                 | 2ª Volta                 |
| Data | Candidato Apoiado        | CI.                      | Votos                    | %                        | CI.                      | Votos                    | %                        |
| ---- | ------------------------ | ------------------------ | ------------------------ | ------------------------ | ------------------------ | ------------------------ | ------------------------ |
| 1951 | Theodor Körner           | 2.º                      | 1 682 881                | 39,2 / 100,0             | 1.º                      | 2 178 631                | 52,1 / 100,0             |
| 1957 | Adolf Schärf             | 1.º                      | 2 258 255                | 51,1 / 100,0             |                          |                          |                          |
| 1963 | Adolf Schärf             | 1.º                      | 2 473 349                | 55,4 / 100,0             |                          |                          |                          |
| 1965 | Franz Jonas              | 1.º                      | 2 324 436                | 50,7 / 100,0             |                          |                          |                          |
| 1971 | Franz Jonas              | 1.º                      | 2 487 239                | 52,8 / 100,0             |                          |                          |                          |
| 1974 | Rudolf Kirchschläger     | 1.º                      | 2 392 367                | 51,7 / 100,0             |                          |                          |                          |
| 1980 | Rudolf Kirchschläger     | 1.º                      | 3 538 748                | 79,9 / 100,0             |                          |                          |                          |
| 1986 | Kurt Steyrer             | 2.º                      | 2 061 104                | 43,7 / 100,0             | 2.º                      | 2 107 023                | 46,1 / 100,0             |
| 1992 | Rudolf Streicher         | 1.º                      | 1 888 599                | 40,7 / 100,0             | 2.º                      | 1 915 380                | 41,1 / 100,0             |
| 1998 | Nenhum candidato apoiado | Nenhum candidato apoiado | Nenhum candidato apoiado | Nenhum candidato apoiado | Nenhum candidato apoiado | Nenhum candidato apoiado | Nenhum candidato apoiado |
| 2004 | Heinz Fischer            | 1.º                      | 2 166 690                | 52,4 / 100,0             |                          |                          |                          |
| 2010 | Heinz Fischer            | 1.º                      | 2 508 373                | 79,3 / 100,0             |                          |                          |                          |
| 2016 | Rudolf Hundstorfer       | 4.º                      | 482 790                  | 11,3 / 100,0             |                          |                          |                          |

### Eleições europeias
| Data | CI. | Votos     | %            | +/- | Deputados    | +/-     |
| ---- | --- | --------- | ------------ | --- | ------------ | ------- |
| 1996 | 2.º | 1 105 910 | 29,2 / 100,0 |     | 6 / 21       |         |
| 1999 | 1.º | 888 338   | 31,7 / 100,0 | 2,5 | 7 / 21       | 1       |
| 2004 | 1.º | 833 517   | 33,3 / 100,0 | 1,6 | 7 / 18       | Estável |
| 2009 | 2.º | 680 041   | 23,7 / 100,0 | 9,6 | 4 / 175 / 19 | 3 1     |
| 2014 | 2.º | 680 180   | 24,1 / 100,0 | 0,4 | 5 / 18       | Estável |
| 2019 | 2.º | 903 151   | 23,9 / 100,0 | 0,2 | 5 / 18       | Estável |
| 2024 | 3.º | 818 287   | 23,2 / 100,0 | 0,7 | 5 / 20       | Estável |